# Peter Robinson (calciatore)
Peter Robinson (Manchester, 29 gennaio 1922 – Manchester, 9 settembre 2000) è stato un allenatore di calcio e calciatore inglese, di ruolo centrocampista.

## Caratteristiche tecniche

### Allenatore
Curava in modo molto puntuale la preparazione fisica dei suoi giocatori, e prediligeva un gioco basato sul possesso palla.

## Carriera

### Giocatore
Viene tesserato nel 1940 dal Manchester City, con cui realizza 2 reti in 32 presenze nei vari tornei giocati durante l'interruzione dei campionati per cause belliche; tra il 1943 ed il 1946 trascorre inoltre dei brevi periodi in prestito in vari club (Orient, QPR ed Aldershot), con cui gioca nei medesimi tornei. Fa il suo esordio tra i professionisti alla ripresa dei campionati in una partita della FA Cup 1945-1946; gioca la sua seconda ed ultima partita con il City nella stagione 1946-1947, nel campionato di Second Division, in una vittoria per 4-3 contro il Plymouth nel dicembre del 1946. A fine stagione viene ceduto al Chesterfield in uno scambio con Billy Linacre; con gli Spireites colleziona 28 presenze nella Second Division 1947-1948 e 32 partite nella Second Division 1948-1949; trascorre poi la maggior parte della stagione 1949-1950 nella Cheshire County League con i semiprofessionisti del Buxton, salvo poi essere ingaggiato nel febbraio del 1950 dal Notts County, con cui gioca 2 partite nel campionato di Third Division South, che i Magpies vincono. Tra il 1950 ed il 1955 gioca in seconda divisione sempre con il Notts County: nelle prime 2 stagioni gioca da titolare (38 presenze in ciascuno dei 2 campionati, nel secondo dei quali segna anche una rete, la sua prima in carriera tra i professionisti), mentre nella stagione 1952-1953 gioca 4 partite. Nelle 2 successive stagioni non scende invece mai in campo in partite ufficiali, e nel 1955 passa ai semiprofessionisti del King's Lynn, con cui in 3 stagioni di permanenza vince altrettante edizioni della Norfolk Senior Cup. Nella stagione 1958-1959 è invece giocatore/allenatore del Macclesfield Town, con cui gioca 14 partite nella Cheshire County League, lasciando poi il club (sia come giocatore che come allenatore) dopo 5 partite (con altrettante sconfitte) del campionato 1959-1960.

### Allenatore
Dopo l'esperienza al Macclesfield, nella stagione 1960-1961 allena i semiprofessionisti dell'Hyde. In seguito allena anche nelle giovanili del Manchester City e del Preston N.E. nel corso degli anni '60, mentre negli anni '70 lavora come osservatore per il City.

## Palmarès

### Giocatore

#### Competizioni nazionali
- Third Division South: 1

Notts County: 1949-1950

#### Competizioni regionali
- Norfolk Senior Cup: 3

King's Lynn: 1955–1956, 1956–1957, 1957–1958